# Gripsholm Slot
Gripsholm Slot er opført af kongeregenten Bo Jonsson (Grip) i 1370'erne. Det blev overtaget Gustav Vasa 1526 og fik derefter sit nuværende udseende. Det ligger ved Mälaren i byen Mariefred i Strängnäs kommune i Sverige. Gripsholm slot huser i dag Svenska statens porträttsamling med over 4.000 svenskere, som har gjort sig bemærket gennem historien. De besøgende kan følge portrætkunstens udvikling fra 1500-tallet til i dag. Portrætsamlingen har siden 1860'erne været administreret af Nationalmuseet i Stockholm.
Ved siden af vindebroen står den såkaldte Gripsholm-runesten, som beretter om Ingvarstoget, et vikingetogt i årene 1036-1041, opkaldt efter  lederen Ingvar den vidfarne.

## Historie

### Middelalderanlæg
Gripsholm blev først bygget som borg af kongeregenten Bo Jonsson (Grip) i 1370'erne. Han havde opkøbt en del gårde i området for at etablere et gods, som han udviklede til en borg. Strategisk beliggende i nærheden af Stockholm og som også kunne nås ad søvejen.
Efter Bo Jonssons død i 1386 blev ejendommen solgt til dronning Margrete 1. og var krongods frem til 1472. Under Engelbrektsoprøret blev slottet belejret af en bondehær i 1434 og sat i brand. Træbygningerne som brændte ned blev hurtigt genopbygget.
Sten Sture den ældre byttede sig til Gripsholm i 1472. I et brev fra denne tid omtalte han et tårn, så sandsynligvis havde anlægget et centraltårn. I 1498 donerede han anlægget til karteuserordenen, som havde anlagt et kloster dér fem år tidligere.
Af det tidligere middelalderanlæg genstår kun enkelte stenmure i forgården.

### Vasaslottet Gripsholm
I forbindelse med reformationen i Sverige under Gustav Vasa sikrede han sig anlægget i 1526 efter forhandlinger med munkene. Han nedrev store dele af borgen for at bygge et nyt anlæg under ledelse af tyskerne Henrik von Cöllen og Fredrik Nussdorffer. Slottet stod færdigt i 1537, og en forsvarsborg mod både indenlandske og udenlandske trusler stod færdig i 1545. Fæstningen og slottet var et uregelmæssigt, sekskantet anlæg med fire runde hjørnetårne af forskellig størrelse, forbundet med bygninger i længderetning i tre hovedetager. For at skaffe byggematerialer til slottet nedrev Gustav Vasa det nærliggende Vårfruberga kloster på Fogdön.
Dette skulle være Vasa-slægtens stamborg. Fra et militært synspunkt var anlægget ikke særlig moderne, men blev benyttet til militære formål allerede under Dackefejden, da kongebørnene blev indlogeret her.
Anlægget forfaldt noget efter Gustav Vasas død i 1560, men sønnen Erik 14. afsluttede opbygningen af forborgen, og han satte sin bror Johan og ægtefællen Katarina Jagellonica i forvaring her i årene 1563 til 1567, så deres to første børn Isabella og Sigismund blev født her. I 1571 blev rollerne byttet om, da Johan satte sin bror Erik i forvaring på Gripsholm. I 1573 blev Erik flyttet af broren hertug Karl, angivelig på grund af behovet for tagreperationer. Hertug Karl var rigsforstander fra 1599 og konge fra 1604 og gennemførte en række bygningsmæssige forbedringer.
I 1600- og 1700-tallet boede en række enkedronninger på Gripsholm. Især Hedvig Eleonora foretog en del ombygninger, og Gustav 3. foretog en del ændringer af indretningen. I 1781 blev der bygget et teater i et af tårnene. Den sidste, som boede i anlægget, var Gustav 4. Adolf, som sad fængslet her i 1809.

## Restaureringer
Den svenske arkitekt Fredrik Lilljekvist gennemførte i årene 1892 til 1898 en omfattende restaurering af anlægget. Målsætningen var at fjerne alle tilføjelser, som var gjort efter Karl 9.'s forbedringer. Det medførte imidlertid, at nye tilføjelser blev gjort, den største ændring var at bygge en tredje etage. Videre blev de teglmalede vægge i den indre borggård pudset op og erstattet af ny renæssancedekorationer. Dette udløste en stærk debat i Sverige om principper for restaureringer. Blandt de stærkeste kritikere var forfatteren Verner von Heidenstam, som kaldte ændringerne for «historieforfalskninger».
- Griptårnet ved Gripsholm slot
- Indgangen
- Kanonerne «Galten» og «Suggen»